# Frank Brimsek
Francis Charles "Frank" Brimsek, född 26 september 1913 i Eveleth i Minnesota, död 11 november 1998 i Virginia i Minnesota, var en amerikansk professionell ishockeymålvakt. Brimsek var en av de första amerikanska stjärnspelarna i en liga annars dominerad av spelare från Kanada.
Frank Brimsek spelade för Boston Bruins och Chicago Black Hawks i NHL åren 1938–1950. Under sin debutsäsong med Boston Bruins vann han Calder Trophy som bäste nykomling, Vezina Trophy som bäste målvakt samt även Stanley Cup. Brimsek skulle komma att vinna en till Stanley Cup med Boston Bruins säsongen 1940–41 samt sin andra Vezina Trophy säsongen 1941–42.

## Statistik
EAHL = Eastern Hockey League

M = Matcher, V = Vinster, F = Förluster, O = Oavgjorda, SM = Spelade minuter, IM = Insläppta mål, N = Hållna nollor, GIM = Genomsnitt insläppta mål per match

### Grundserie
| Säsong     | Lag                      | Liga       | M   | V   | F   | O  | SM    | IM   | N  | GIM  |
| ---------- | ------------------------ | ---------- | --- | --- | --- | -- | ----- | ---- | -- | ---- |
| 1935–36    | Pittsburgh Yellowjackets | EAHL       | 38  | 20  | 16  | 2  | 2280  | 74   | 8  | 1.95 |
| 1936–37    | Pittsburgh Yellowjackets | EAHL       | 47  | 19  | 23  | 5  | 2820  | 142  | 3  | 3.02 |
| 1937–38    | Providence Reds          | IAHL       | 48  | 25  | 16  | 7  | 2950  | 86   | 5  | 1.75 |
| 1938–39    | Providence Reds          | IAHL       | 9   | 5   | 2   | 2  | 570   | 18   | 0  | 1.89 |
| 1938–39    | Boston Bruins            | NHL        | 43  | 33  | 9   | 1  | 2610  | 68   | 10 | 1.56 |
| 1939–40    | Boston Bruins            | NHL        | 48  | 31  | 12  | 5  | 2950  | 98   | 6  | 1.99 |
| 1940–41    | Boston Bruins            | NHL        | 48  | 27  | 8   | 13 | 3040  | 102  | 6  | 2.01 |
| 1941–42    | Boston Bruins            | NHL        | 47  | 24  | 17  | 6  | 2930  | 115  | 3  | 2.35 |
| 1942–43    | Boston Bruins            | NHL        | 50  | 24  | 17  | 9  | 3000  | 176  | 1  | 3.52 |
| 1945–46    | Boston Bruins            | NHL        | 34  | 16  | 14  | 4  | 2040  | 111  | 2  | 3.26 |
| 1946–47    | Boston Bruins            | NHL        | 60  | 26  | 23  | 11 | 3600  | 175  | 3  | 2.92 |
| 1947–48    | Boston Bruins            | NHL        | 60  | 23  | 24  | 13 | 3600  | 168  | 3  | 2.80 |
| 1948–49    | Boston Bruins            | NHL        | 54  | 26  | 20  | 8  | 3240  | 147  | 1  | 2.72 |
| 1949–50    | Chicago Black Hawks      | NHL        | 70  | 22  | 38  | 10 | 4200  | 244  | 5  | 3.49 |
| NHL totalt | NHL totalt               | NHL totalt | 514 | 252 | 182 | 80 | 31210 | 1404 | 40 | 2.70 |

### Slutspel
| Säsong     | Lag                      | Liga       | M  | V  | F  | O | SM   | IM  | N | GIM  |
| ---------- | ------------------------ | ---------- | -- | -- | -- | - | ---- | --- | - | ---- |
| 1935–36    | Pittsburgh Yellowjackets | EAHL       | 8  | 4  | 3  | 1 | 480  | 19  | 2 | 2.36 |
| 1937–38    | Providence Reds          | IAHL       | 7  | 5  | 2  | 0 | 515  | 16  | 0 | 1.86 |
| 1938–39    | Boston Bruins            | NHL        | 12 | 8  | 4  | — | 863  | 18  | 1 | 1.25 |
| 1939–40    | Boston Bruins            | NHL        | 6  | 2  | 4  | — | 360  | 15  | 0 | 2.50 |
| 1940–41    | Boston Bruins            | NHL        | 11 | 8  | 3  | — | 678  | 23  | 1 | 2.04 |
| 1941–42    | Boston Bruins            | NHL        | 5  | 2  | 3  | — | 307  | 16  | 0 | 3.13 |
| 1942–43    | Boston Bruins            | NHL        | 9  | 4  | 5  | — | 560  | 33  | 0 | 3.54 |
| 1945–46    | Boston Bruins            | NHL        | 10 | 5  | 5  | — | 651  | 29  | 0 | 2.67 |
| 1946–47    | Boston Bruins            | NHL        | 5  | 1  | 4  | — | 343  | 16  | 0 | 2.80 |
| 1947–48    | Boston Bruins            | NHL        | 5  | 1  | 4  | — | 317  | 20  | 0 | 3.79 |
| 1948–49    | Boston Bruins            | NHL        | 5  | 1  | 4  | — | 316  | 16  | 0 | 3.04 |
| NHL totalt | NHL totalt               | NHL totalt | 68 | 32 | 36 | — | 4395 | 186 | 2 | 2.54 |

## Meriter
- Stanley Cup – 1939 och 1941
- Calder Trophy – 1938–39
- Vezina Trophy – 1938–39 och 1941–42
- NHL First All-Star Team – 1938–39 och 1941–42
- NHL Second All-Star Team – 1939–40, 1940–41, 1942–43, 1945–46, 1946–47 och 1947–48
- Invald i Hockey Hall of Fame 1966